# 澀民站
澀民站（日语：／ Shibutami eki */?）是位於岩手縣盛岡市下田字陣場65番1號，IGR岩手銀河鐵道的岩手銀河鐵道線車站。
此站可乘搭東日本旅客鐵道（JR東日本）花輪線的列車。

## 歷史
- 1950年（昭和25年）12月1日：此站啟用（此站原本是信號站，後來在此日升級成為車站）[2]。
- 1987年（昭和62年）4月1日：伴隨國鐵分割民營化，車站由東日本旅客鐵道（JR東日本）營運。
- 2002年（平成14年）12月1日：東北新幹線延伸至八戶，此站變由IGR岩手銀河鐵道管理。
- 2019年（平成31年）4月13日：此站加設副站名「啄木之故鄉」，並舉行命名儀式[1]。

澀民是石川啄木的出身地，此站啟用時已經是戰後（1950年），啄木生前還未有「澀民站」。啄木的和歌等歌頌故鄉的「停車場」是指鄰近北邊的車站好摩站。

## 車站構造

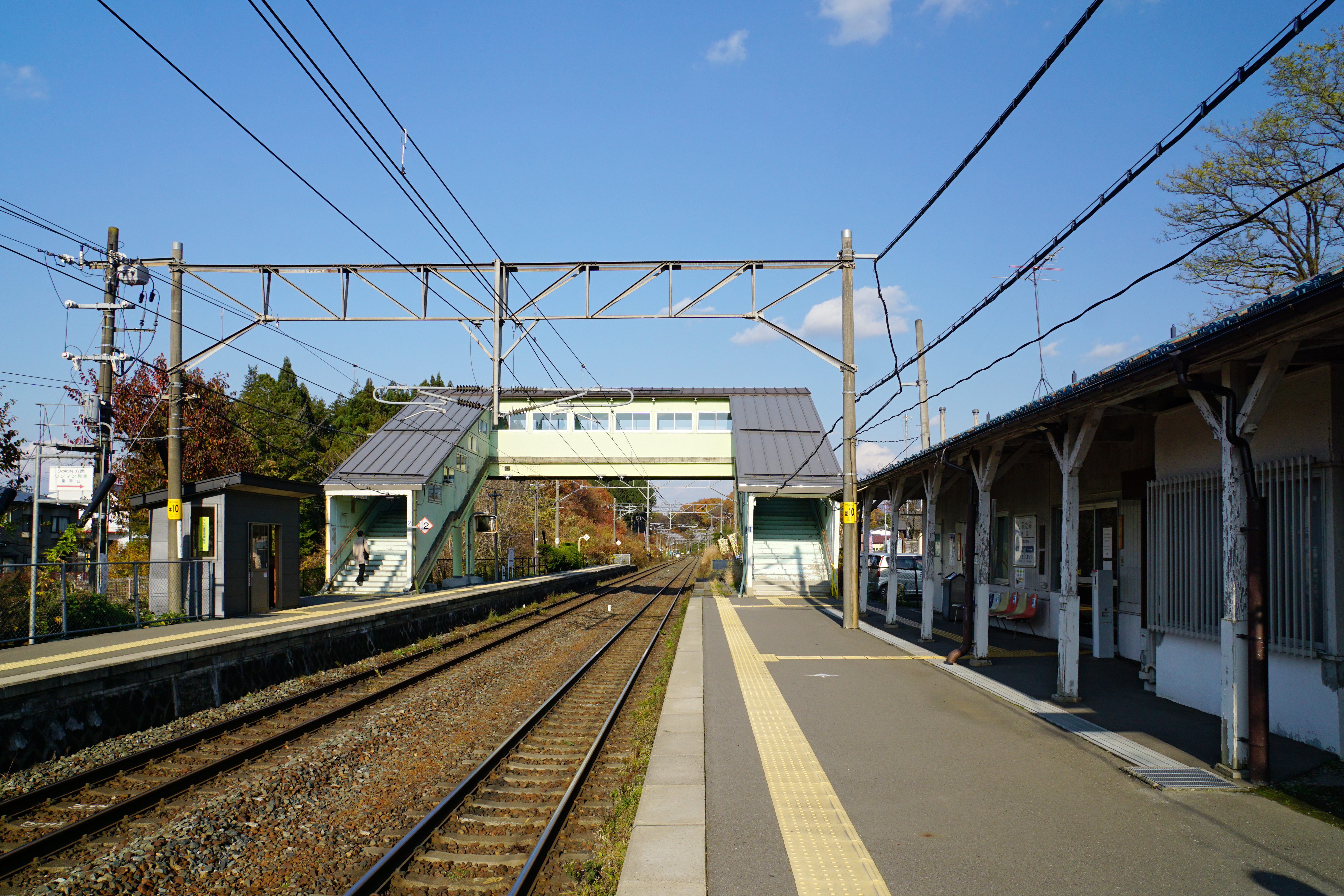
月台

車站是一座地面車站，設有2面2線的相對式月台。月台之間設有跨線橋連接。
此站是由盛岡站管理的職員配置車站，櫃臺營業時間為早上7時至下午5時。在JR時代，舊車站事務室部分位置成為了商店，在店內可購買車站（委托發售）。此站可以租車。

### 月台
| 月台 | 路線                                    | 上下行 | 方向                       |
| ---- | --------------------------------------- | ------ | -------------------------- |
| 1    | ■岩手銀河鐵道線 （包括■花輪線直通列車） | 上行   | 瀧澤、盛岡方向             |
| 2    | ■岩手銀河鐵道線                         | 下行   | 岩手沼宮內、二戶、八戶方向 |
| 2    | ■花輪線                                 | 下行   | 鹿角花輪、大館方向         |

## 使用狀況
根據「IGR岩手銀河鐵道」的資料，在2019年度（令和元年度）1日平均上下車人次為659人。
以下列出近年乘客人次：
| 乘車人次變化            | 乘車人次變化     | 乘車人次變化       | 乘車人次變化 |
| 年度                    | 1日平均 乘車人次 | 1日平均 上下車人次 | 參考資料     |
| ----------------------- | ---------------- | ------------------ | ------------ |
| 2000年（平成12年）      | 461              |                    | [ JR 1 ]     |
| 2001年（平成13年）      | 460              |                    | [ JR 2 ]     |
| 2002年（平成14年）(JR)  | 484              |                    | [ JR 3 ]     |
| 2002年（平成14年）(IGR) |                  | 846                | [ IGR 2 ]    |
| 2003年（平成15年）      |                  | 796                | [ IGR 3 ]    |
| 2004年（平成16年）      |                  | 717                | [ IGR 4 ]    |
| 2005年（平成17年）      |                  | 688                | [ IGR 5 ]    |
| 2006年（平成18年）      |                  | 710                | [ IGR 6 ]    |
| 2007年（平成19年）      |                  | 684                | [ IGR 7 ]    |
| 2008年（平成20年）      |                  | 668                | [ IGR 8 ]    |
| 2009年（平成21年）      |                  | 627                | [ IGR 9 ]    |
| 2010年（平成22年）      |                  | 632                | [ IGR 10 ]   |
| 2011年（平成23年）      |                  | 603                | [ IGR 11 ]   |
| 2012年（平成24年）      |                  | 622                | [ IGR 12 ]   |
| 2013年（平成25年）      |                  | 677                | [ IGR 13 ]   |
| 2014年（平成26年）      |                  | 659                | [ IGR 14 ]   |
| 2015年（平成27年）      |                  | 660                | [ IGR 15 ]   |
| 2016年（平成28年）      |                  | 671                | [ IGR 16 ]   |
| 2017年（平成29年）      |                  | 701                | [ IGR 17 ]   |
| 2018年（平成30年）      |                  | 715                | [ IGR 18 ]   |
| 2019年（令和元年）      |                  | 659                | [ IGR 1 ]    |

## 車站周邊

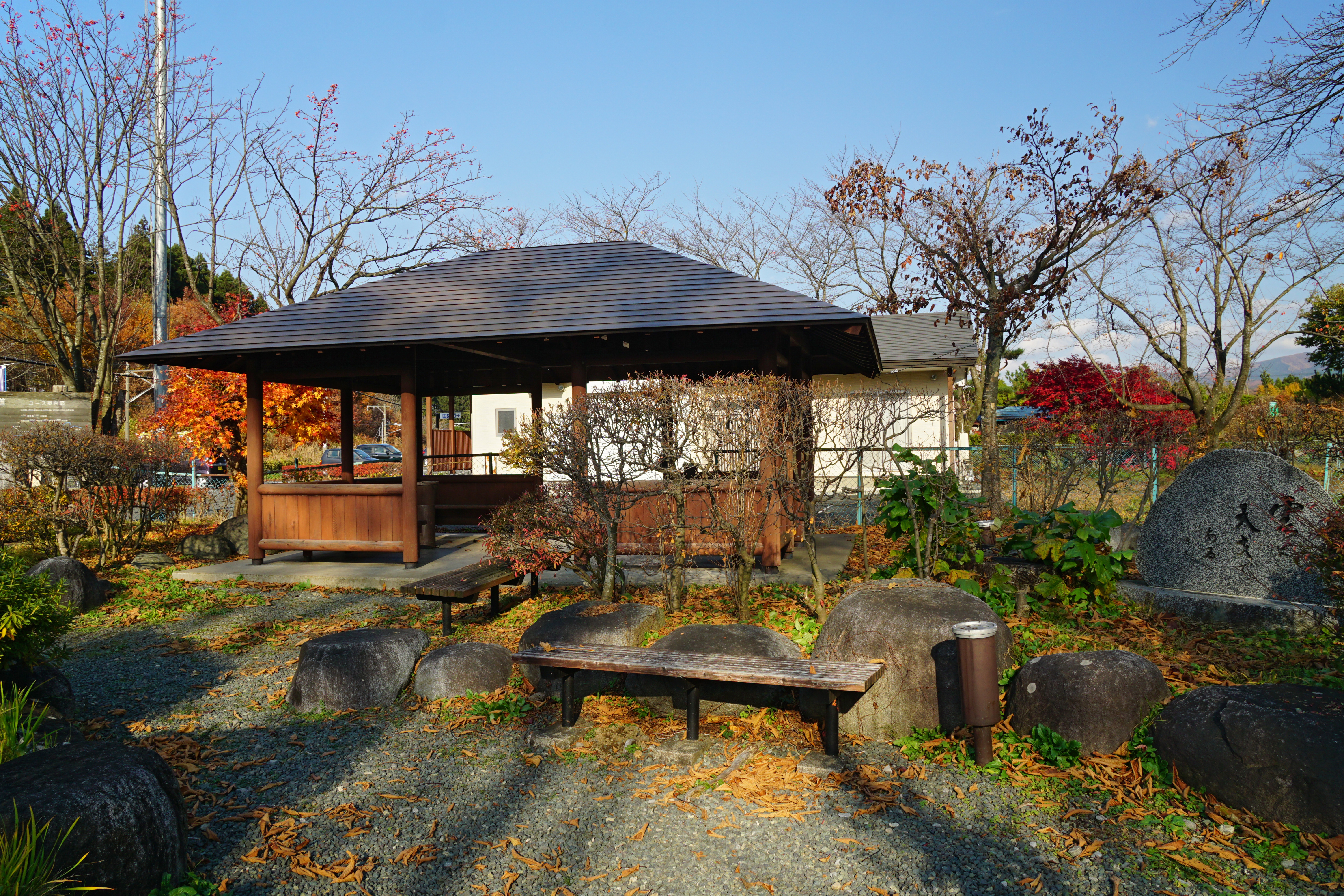
站前廣場

- 北上川
  - 船田橋（國道4號）
- 岩手縣道169號澀民川又線（日语：岩手県道169号渋民川又線）
- KOMERI（日语：コメリ）澀民店
- 國道4號澀民繞道（日语：渋民バイパス）
- 岩手縣道169號澀民川又線（日语：岩手県道169号渋民川又線）
- 岩手縣道301號澀民田頭線（日语：岩手県道301号渋民田頭線）
- 姬神醫院
- 澀民中央醫院
- 澀民郵局
- 盛岡市玉山地區文化會館「姬神堂」
  - 澀民圖書館
- 盛岡市政廳（日语：盛岡市役所）玉山綜合事務所（前玉山村（日语：玉山村）公所）
- 盛岡鐵工團地
- 東北新幹線柏木平隧道
- 盛岡東警署澀民駐在所
- 山根商店 玉山澀民店
- AEON Super Centre（日语：イオンスーパーセンター）澀民店

## 巴士路線
- 舟田巴士站（國道4號上，步行5分鐘。）
  - 岩手縣北巴士（日语：岩手県北自動車） - 前往沼宮內營業所，經巢子、廚川站前前往盛岡巴士中心（日语：盛岡バスセンター）
  - JR巴士東北的白樺號（盛岡 - 久慈）（日语：平庭高原線）在國道4號上行走，在此站附近設有「舟田」巴士站和「澀民中央醫院」巴士站。

## 其他
- 在水島新司的棒球漫畫《大飯桶（日语：ドカベン）》中登場的「弁慶高校（日语：弁慶高校）」距離此站最近，實際上是在東北線時代的澀民站中登場。

## 相鄰車站
IGR岩手銀河鐵道
■岩手銀河鐵道、■JR花輪線（盛岡站至好摩站之間為岩手銀河鐵道線直通區間）
瀧澤－澀民－好摩

## 注腳

### 使用狀況

#### JR東日本
1. ↑  . 東日本旅客鉄道.   [2019-02-05]. （原始内容存档于2019-04-02） （日语）.
2. ↑  . 東日本旅客鉄道.   [2019-02-05]. （原始内容存档于2019-02-22） （日语）.
3. ↑  . 東日本旅客鉄道.   [2019-02-05]. （原始内容存档于2019-04-02） （日语）.

#### IGR岩手銀河鐵道
1. 1 2   (PDF). IGRいわて銀河鉄道.   [2020-08-09]. （原始内容 (PDF)存档于2020-08-10） （日语）.
2. ↑   (PDF). IGRいわて銀河鉄道.   [2019-02-04]. （原始内容 (PDF)存档于2019-02-04） （日语）.
3. ↑   (PDF). IGRいわて銀河鉄道.   [2019-02-04]. （原始内容 (PDF)存档于2019-02-04） （日语）.
4. ↑   (PDF). IGRいわて銀河鉄道.   [2019-02-04]. （原始内容 (PDF)存档于2019-02-04） （日语）.
5. ↑   (PDF). IGRいわて銀河鉄道.   [2019-02-04]. （原始内容 (PDF)存档于2019-02-04） （日语）.
6. ↑   (PDF). IGRいわて銀河鉄道.   [2019-02-04]. （原始内容 (PDF)存档于2019-02-04） （日语）.
7. ↑   (PDF). IGRいわて銀河鉄道.   [2019-02-04]. （原始内容 (PDF)存档于2019-02-04） （日语）.
8. ↑   (PDF). IGRいわて銀河鉄道.   [2019-02-04]. （原始内容 (PDF)存档于2019-02-04） （日语）.
9. ↑   (PDF). IGRいわて銀河鉄道.   [2019-02-04]. （原始内容 (PDF)存档于2019-02-04） （日语）.
10. ↑   (PDF). IGRいわて銀河鉄道.   [2019-02-04]. （原始内容 (PDF)存档于2019-02-04） （日语）.
11. ↑   (PDF). IGRいわて銀河鉄道.   [2019-02-04]. （原始内容 (PDF)存档于2019-02-04） （日语）.
12. ↑   (PDF). IGRいわて銀河鉄道.   [2019-02-04]. （原始内容 (PDF)存档于2019-02-04） （日语）.
13. ↑   (PDF). IGRいわて銀河鉄道.   [2019-02-04]. （原始内容 (PDF)存档于2019-02-04） （日语）.
14. ↑   (PDF). IGRいわて銀河鉄道.   [2019-02-04]. （原始内容 (PDF)存档于2019-02-04） （日语）.
15. ↑   (PDF). IGRいわて銀河鉄道.   [2019-02-04]. （原始内容 (PDF)存档于2019-02-04） （日语）.
16. ↑   (PDF). IGRいわて銀河鉄道.   [2019-02-04]. （原始内容 (PDF)存档于2019-02-04） （日语）.
17. ↑   (PDF). IGRいわて銀河鉄道.   [2019-02-04]. （原始内容 (PDF)存档于2019-02-04） （日语）.
18. ↑   (PDF). IGRいわて銀河鉄道.   [2019-07-20]. （原始内容 (PDF)存档于2019-07-08） （日语）.

## 外部連結
- IGR岩手銀河鐵道 澀民站 （页面存档备份，存于）（日語）